# 江都對
江都對，是江東二張的張紘在初平三年（192年）時，與孫策在江都謀劃時，對孫策提出了與往後8年即建安五年（200年）時魯肅對孫權所出榻上策、和往後15年建安十二年（207年）的諸葛亮隆中對類似的治國方針。

## 內容
當時孫策在江都遇到徐州名士張紘，説：「如今漢室衰微，天下各地，群雄割據，擁兵自重，各謀所利。」然而張紘對孫策說：「當年周朝王道陵遲，齊桓公、晉文公才能應運而起；王室一旦安寧，諸侯就只能貢奉周朝，盡臣子的職分了。你繼承亡父遺志，驍勇善戰，假如真能棲身丹陽，召集吳郡、會稽兵馬，那麼，荊（荊楚）、揚（江東）二州自可掃平，報仇雪恨也指日可待。那時您憑倚長江之險，三江之固，奮發威德，掃除群雄，匡輔漢室，所建的功業，絕不會亞於齊桓公、晉文公，定會功垂千古流芳萬世。」遂後孫策積蓄兵馬和招募將領後，渡江橫掃江東。
張紘的江都對所提出的據長江之險，保固江東，便是要謀取荊州與揚州二地。與日後孫權和魯肅的榻上策治國方針的觀點幾乎符合。唯獨與其不同的地方在於江都對是主要是效仿齊桓晋文的春秋霸業，旗号是匡輔王室，故孫策的種種行動都與之密切相關（向漢庭上貢，與袁術斷絕關係，襲許，緩步西歸）。孫權即位之初也是準備效仿齊桓公，魯肅的觀點是“汉室不可复兴、曹操不可卒除”，故因“鼎足江东，建号帝王以图天下”。